# Alfons Walde

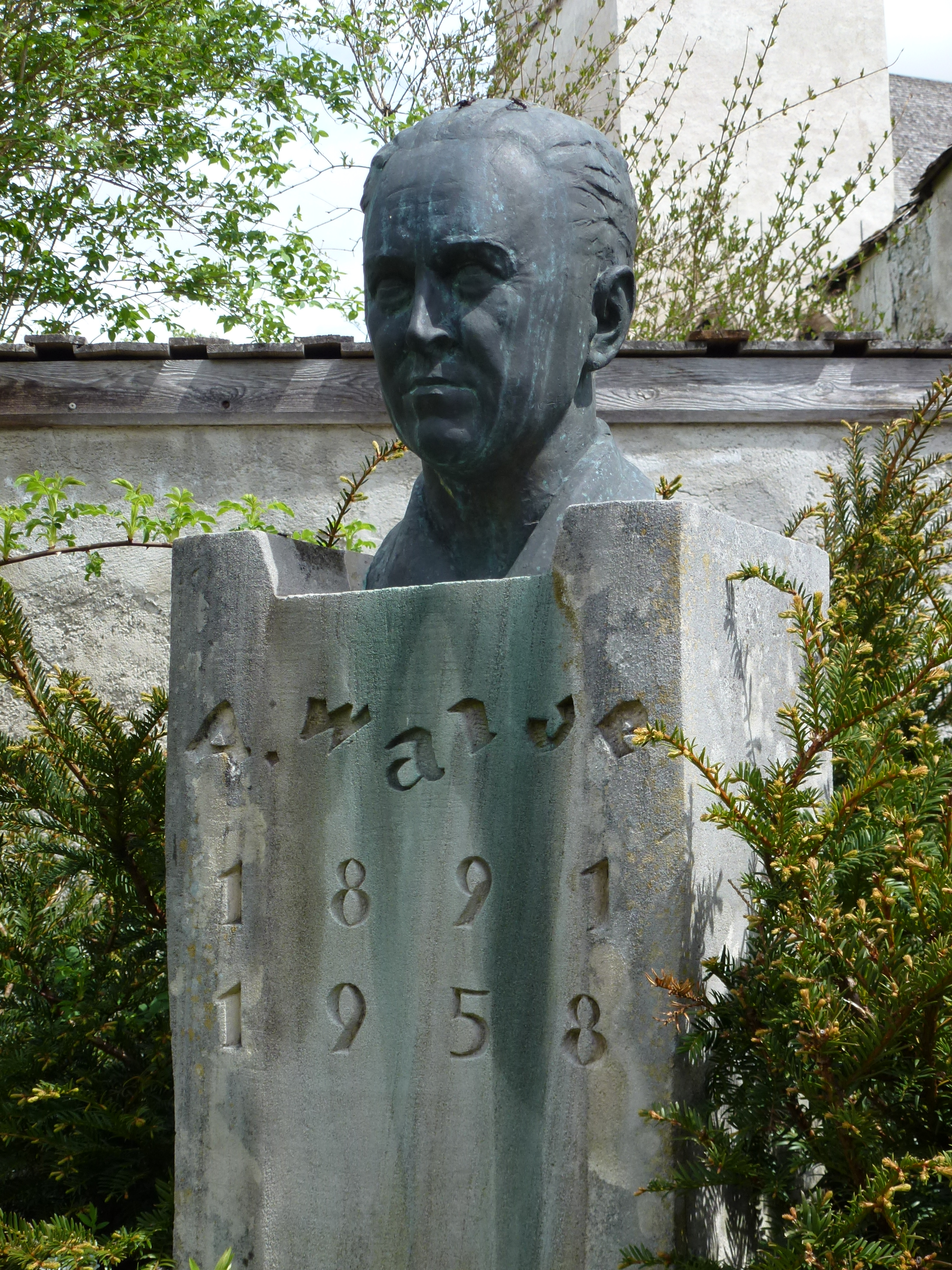
Walde-Denkmal in Kitzbühel

Alfons Walde (* 8. Februar 1891 in Oberndorf (damals St. Johann in Tirol); † 11. Dezember 1958 in Kitzbühel) war ein österreichischer Maler, Fotograf und Architekt.
Beeinflusst vom Secessionismus, schuf er Stillleben, Landschaftsbilder und Szenen aus dem bäuerlichen Leben. Alfons Walde wurde vor allem durch die 1920 bis 1938 entstandenen Plakate mit Winterlandschaften und Wintersportmotiven international bekannt. Seine Bilder prägten Tirol als Wintersportland.

## Leben und Werk
Alfons Walde wurde am 8. Februar 1891 als Sohn des Lehrers Franz Walde und der Maria Walde (geb. Ritzer) im damals St. Johanner Ortsteil Oberndorf in Tirol geboren. 1892 übersiedelte die Familie nach Kitzbühel, wo Alfons’ Vater Schulleiter wurde. Ab 1903 besuchte er die Realschule in Innsbruck, die er 1910 mit ausgezeichnetem Erfolg abschloss. Auf dieser Schule zeigte er zum ersten Mal seine künstlerischen Fähigkeiten in Form von Aquarell- und Temperabildern im Stil des Expressionismus.
Von 1910 bis 1914 studierte Walde an der Technischen Hochschule Wien. Zu dieser Zeit hielt er sich meist bei seiner Tante in Kirchdorf in Oberösterreich auf. Mit weichen, warmen Aquarelltönen malte er die Bauerngehöfte, Felder und Gärten. Seine Bilder stellte er erstmals 1911 und 1913 in der Buchhandlung Czichna und in der Wiener Secession aus. Zwischen 1914 und 1918 rückte er als Einjährig-Freiwilliger beim österreichischen Landesschützenregiment ein und wurde 1915 zum Kadetten befördert, später zum Fähnrich. Sein Einsatzgebiet war in Südtirol am Monte Piano und am Pasubio sowie in Bosnien. Für seinen Einsatz im Ersten Weltkrieg wurde er mehrfach ausgezeichnet.
1917 kehrte er als Leutnant der dann Kaiserschützen genannten Truppe aus Bosnien zurück und begann 1918 wieder zu studieren. Ende 1918 wieder in Kitzbühel beheimatet, malte er Ölgemälde wie Jahrmarkt in Kitzbühel oder Kirchgang. Er schuf aber auch Aktzeichnungen wie Badende am Schwarzsee oder Nackter Rückenakt. 1919 schloss er mit dem in Kitzbühel ansässig gewordenen Wiener Arbeiterdichter Alfons Petzold Freundschaft und porträtierte ihn später auch. 1920 stellte er nach dem Krieg erstmals wieder Bilder aus und zwar in Wien. 1924 gewann er den 1. und 2. Preis beim Wettbewerb des Tiroler Landesverkehrsamtes. 1925 heiratete er Hilda Lackner aus Kitzbühel. Beide wollten sich in Bezug auf weitere Beziehungen nicht einschränken: „‘Jedem die totale Freiheit‘, lautete sein für Künstler nicht unübliches Credo“. 1929 erfolgte die Scheidung von Hilda Lackner. 1925 nahm an der 4. Biennale Romana d’Arte in Rom teil und erhielt den Preis der Julius-Reich-Künstlerstiftung.
1927 plante er für die neu errichtete Hahnenkammbahn die beiden Stationsgebäude, die trotz zweier Umbauten der Bahn noch heute bestehen. Für die Ankunftshalle des ersten Innsbrucker Hauptbahnhofs entwarf er 1928 zwei große Landschaftsbilder mit der symbolischen Gegenüberstellung und unter dem Titel von Nordtirol und Südtirol, denen jedoch ein Entwurf von Rudolf Stolz vorgezogen wurde. 1929 errichtete er am Hahnenkamm sein Berghaus, das zum gesellschaftlichen Treffpunkt wurde.
Walde gründete in den Zwanziger Jahren den Kunstverlag Alfons Walde, der seine beliebtesten Bilder als Postkarten und als Kunstdrucke vertrieb. So machte er seine Kunstwerke einer breiten Öffentlichkeit zugänglich und steigerte hiermit seinen Bekanntheitsgrad. In den Dreißiger Jahren stiegen die Verkaufsauflagen in Millionenhöhe. Durch diesen Erfolg konnte Alfons Walde seine Kunst freier, unabhängiger von existenziellem Druck weiter pflegen. Erfolgreiche Motive wurden, teils auch auf Kundenwunsch, wiederholt und künstlerisch weiterentwickelt. Es entstanden schon ab 1930 unautorisierte Kopien, Nachahmungen und Fälschungen, gegen die schon Walde selbst gerichtlich vorging. Der 1963 in Wien geborene Enkel Michael on Alfons Walde führt den von Walde gegründeten Kunstverlag weiter und schützt im Zuge seiner Arbeit als Walde-Nachlassverwalter das Werk seines Großvaters.
Nach der Scheidung von seiner ersten Frau heiratete Walde 1930 Lili Walter und wurde Vater der Tochter Guta-Eva. Der Künstler hatte ein liebevolles Verhältnis zu seiner Tochter. Dennoch kam das Kind Guta Eva Berger immer wieder in die Obhut ihrer Großeltern in Kitzbühel, da das Künstlerleben mit diversen Festen wenig Raum für die Pflege und Zuneigung eines Kleinkindes bot. Lili Walde lernte auf einer dieser Feiern ihren späteren zweiten Mann, Henry Baum, Pelzhändler aus Berlin, näher kennen. 1939 ließ sich das Paar Walde scheiden.
1932 malte er unter anderem Bilder wie „Kaiser-Hochalm“ oder „Spätwinter“. In diesem Jahr entwarf er auch sein erstes offizielles Tirol-Plakat. 1938 kam die Gestapo mehrmals ins Haus und aufgrund von Diffamierungen wurde er zwei Monate inhaftiert. 1940 heiratete er zum dritten Mal, Ida Troppschuh, geb. Rossipal; auch diese Ehe scheiterte.
Ab 1946 widmete er sich intensiv seiner Arbeit an Architekturprojekten (Bergstationhotels am Hahnenkamm, 1948 Pläne zu neuem Schulhaus und 1953 Entwurf für das Grabmal seiner Eltern) und erhielt zum 65. Geburtstag 1956 den Titel Professor. Am 11. Dezember 1958 erlitt der schon lange herzkranke Walde im Haus seiner Schwester einen Herzinfarkt und starb. In Oberndorf erinnert der Alfons-Walde-Weg an sein Wirken. Zudem gibt es im Skigebiet Kitzbühel einen Sessellift Walde (vormals ein Schlepplift – Alfons Walde Lift).
Weniger bekannt war lange Zeit, dass Walde auch ein reiches erotisches Werk mit zahlreichen Aktbildern geschaffen hat, die erst ab den 1980er Jahren veröffentlicht wurden. Beim Portrait „Erotik“ beispielsweise gelang es ihm, durch eine Mischung von malerisch-farblicher Unschärfe und Präzision eine geheimnisvolle, erotische Atmosphäre zu erzeugen.
1928 entstand sein Bild Einsame Alm (Berghof, 1928), Öl auf Karton, welches im Jahr 2009 für einen Preis von € 390.000 einen Käufer fand. Auch 2015 wurden zwei Werke Waldes um beachtliche Summen verkauft. So fand das um 1934 entstandene Werke Einsamer Berghof, Öl auf Karton, um € 350.000 einen neuen Käufer, während das 1944 entstandene Gemälde Tiroler Bergdorf (Auracher Kirchl) um € 400.000 den Besitzer wechselte. Der berühmte Aufstieg wurde 2016 in einem Auktionshaus um 760.000 Euro verkauft. Aufstieg der Schifahrer (Öl auf Karton, 41 × 66 cm, gerahmt – Walde war selbst oft Bergführer in den Kitzbühler Alpen) aus um 1927 erzielte im Wiener Dorotheum während einer Hitzeperiode im Juni 2021 € 965.300.

## Tourismus
Walde war sehr an der Entwicklung des Tourismus in Kitzbühel interessiert. Neben einigen Plakaten entwarf er 1933 auch die Gams und den Schriftzug, die beide heute noch als geschützte Wort-Bild-Marke „Kitzbühel“ in Verwendung sind. 1950 entwarf er für die Schischule Plakate und die rote Bekleidung (Haube und Pullover) der Schilehrer, die in der Folge
„Rote Teufel“ genannt wurden.
Im Stadtbauamt setzte er sich für ein bunteres Stadtbild ein, da zuvor alle Häuser weiß-grau waren. Noch heute sind die Fassaden im Zentrum nach seinen Vorstellungen gefärbt.

## Museen
- Galerie Alfons Walde im Museum Kitzbuehel – Nach der Vergrößerung werden 60 Gemälde (größtenteils Leihgaben der Familie Walde-Berger) und über 100 Grafiken und Zeichnungen von Alfons Walde gezeigt.[15]
- Bilder von Alfons Walde befinden sich in vielen Museen.